# Geranoaetus melanoleucus
El águila mora (Geranoaetus melanoleucus), también conocida como águila paramuna, águila de páramo, águila pechinegra, águila escudada, aguilucho de pecho negro, mamani, águila real, guarro o simplemente águila es una especie de ave accipitriforme de la familia Accipitridae. Se trata de un ave de presa que vive en Sudamérica.

## Etimología
Geranoaetus es un término latinizado del griego antiguo, de geranos, grulla,  aetos, águila (como ave de presagio). Lo de «grulla» refiere a sus alas grisáceas y su fuerte craquear; melanoleucus, por su parte, proviene del griego antiguo melanos, negro y leukos, blanco, por los colores contrastantes cuando se lo ve de abajo.

## Características
Mide entre 60 y 76 cm de largo y posee una envergadura alar de 149 a 184 cm, lo que la convierte en una de las aves más grandes de este territorio. Presenta dimorfismo sexual reverso (la hembra es más grande que el macho). Posee alas anchas en las secundarias y una cola muy corta (excepto en juveniles, donde es un poco más larga), que le dan una apariencia triangular (siendo la cola el ápice). Es de plumaje gris oscuro, con vientre blanco y pecho negro. Las coberteras alares son claras. Las partes inferiores blancas poseen barras o líneas. El juvenil posee un plumaje muy oscuro con tonos castaño rojizo en la parte superior y un vientre beige, con manchas pardas muy juntas unas de otras.
Resulta fácil de identificar por el contraste negro y blanco, y por su característico vuelo, de aleteo corto y con la cola muy erguida.

## Hábitos
Es un ave rapaz solitaria que se alimenta principalmente de mamíferos medianos como roedores, pero también de lagartijas, culebras, aves e invertebrados. Arma sus nidos en riscos inaccesibles o en las copas de árboles altos.
En Chile Pavez et al. (1991) y Pavez y Lobos (2007) encontraron que un aumento en el uso del suelo urbano en el Valle de Santiago desde 1975 condujo a una disminución en las poblaciones nativas de mamíferos grandes, especialmente el degu, pero hubo un aumento en las poblaciones de conejos europeos y esto se reflejó en la dieta de estas rapaces, también se le ha visto atacando a perros. En Brasil Belton (1984) vio a uno sacar a un joven tero (Vanellus chilensis) del suelo en Rio Grande do Sul, y las personas de rancho le dijeron que estas águilas con frecuencia toman corderos jóvenes y, por lo tanto, se les dispara en cada oportunidad. Según Sick (1993), estas grandes águilas se alimentan de carroña, y se ha visto romper los nidos de los de barro del hornero común (Furnarius rufus) para llegar a los pichones. La presa encontrada en varios nidos estudiados en la represa hidroeléctrica de Xingó en junio-julio de 1994 incluía mamíferos, anfibios, aves (Amazona aestiva, Tyto alba), reptiles (Iguana iguana) y peces (de Sousa 1999). Los roedores (Kerodon) fueron los alimentos más importantes, seguidos por los anfibios, especialmente el sapo Rhinella marina. Zorzin y col. (2007) realizaron un extenso estudio de la dieta de esta especie en Serra do Curral y Joaima, Minas Gerais, en 1997, 2000 y 2005. De 129 alimentos registrados, las palomas bravías (Columba livia) fueron con mucho las más abundantes, representando 98 de las presas. Las especies de presas de mamíferos incluyen Baiomys sp. (1), Rattus rattus (1), Kerodon rupestris (2), Didelphis albiventris (3) y Nasua nasua (1). La presa aviar incluía tinamous (Crypturellus sp. y Nothura sp.), Un polluelo de halconcito colorado (Falco sparverius), un polluelo ñandú (Rhea americana), paloma colorada (Patagioenas cayennensis), lechuza común (Tyto alba), azulejo golondrina (Tersina viridis), y semillero volatinero (Volatinia jacarina). También se registraron dos serpientes, cascabel tropical (Crotalus durissus) y una especie no identificada, y un lagarto (Tupinambes sp.). Se vio a pares de estas águilas cazando palomas cooperativamente en seis ocasiones (dos exitosas), con un individuo haciendo ataques directos cortos a las bandadas de palomas para separarlas, mientras que el otro miembro de la pareja se zambulló en individuos separados desde arriba. En otras dos ocasiones, se vieron águilas moras individuales persiguiendo vencejo acollarado (Streptoprocne zonaris). En el año 2018 identificaron 41 presas en un nido urbano en Minas Gerais. Las aves representan la mayoría de los artículos, y las palomas constituyen más de la mitad de la presa consumida (y también la presa más disponible). Otras especies de presas aviares incluyen una fueguero (Piranga flava) y una lechuza común (Tyto alba). Los mamíferos formaron solo una pequeña fracción de las presas. En Argentina, Río Negro, las egagropilas recojidas dio que la composición de la dieta (considerando la muestra total) fue: 51% de roedores (la mayoría de ellos roedores sigmodontinos nativos, demenos de 200 g de peso), 25% de lagomorfos, 3% de otros mamíferos, 8% de aves, 1% de reptiles y 12% de artrópodos (Marcelo Kun. 2006)
En Chile se alimenta principalmente de lagomorfos y roedores, y en menor cantidad de artrópodos, aves, reptiles y otros mamíferos.
Coloca de uno a tres huevos (generalmente dos) que incuba durante 30 días. Anida en grietas de peñascos o en la copa de los árboles. Tiene su mayor actividad a media mañana y a media tarde; cuando se producen las corrientes ascendentes. Sobrevuela zonas con escasa vegetación donde puede encontrar más fácilmente sus presas.

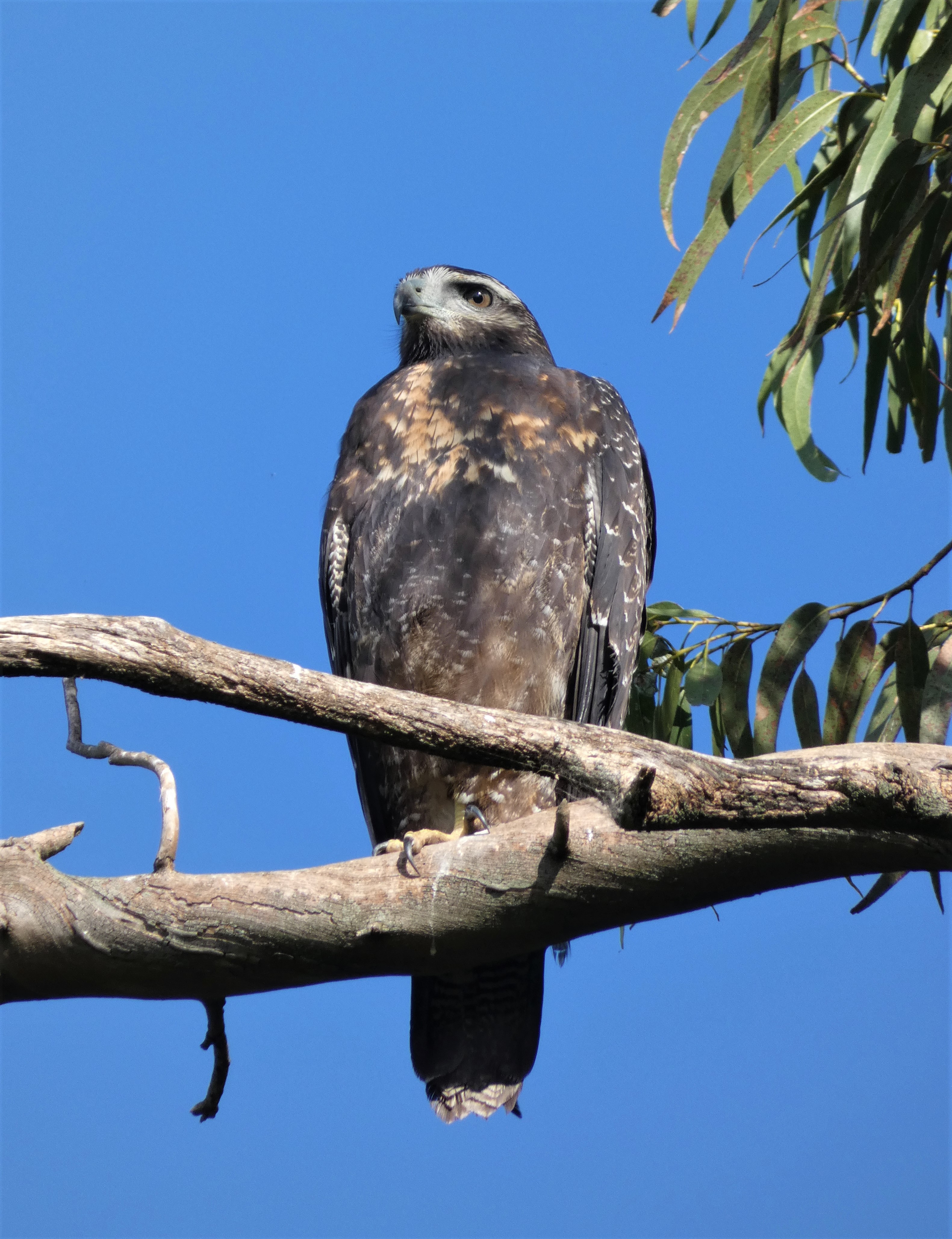
Imagen de un juvenil de Águila mora en Uruguay

## Subespecies

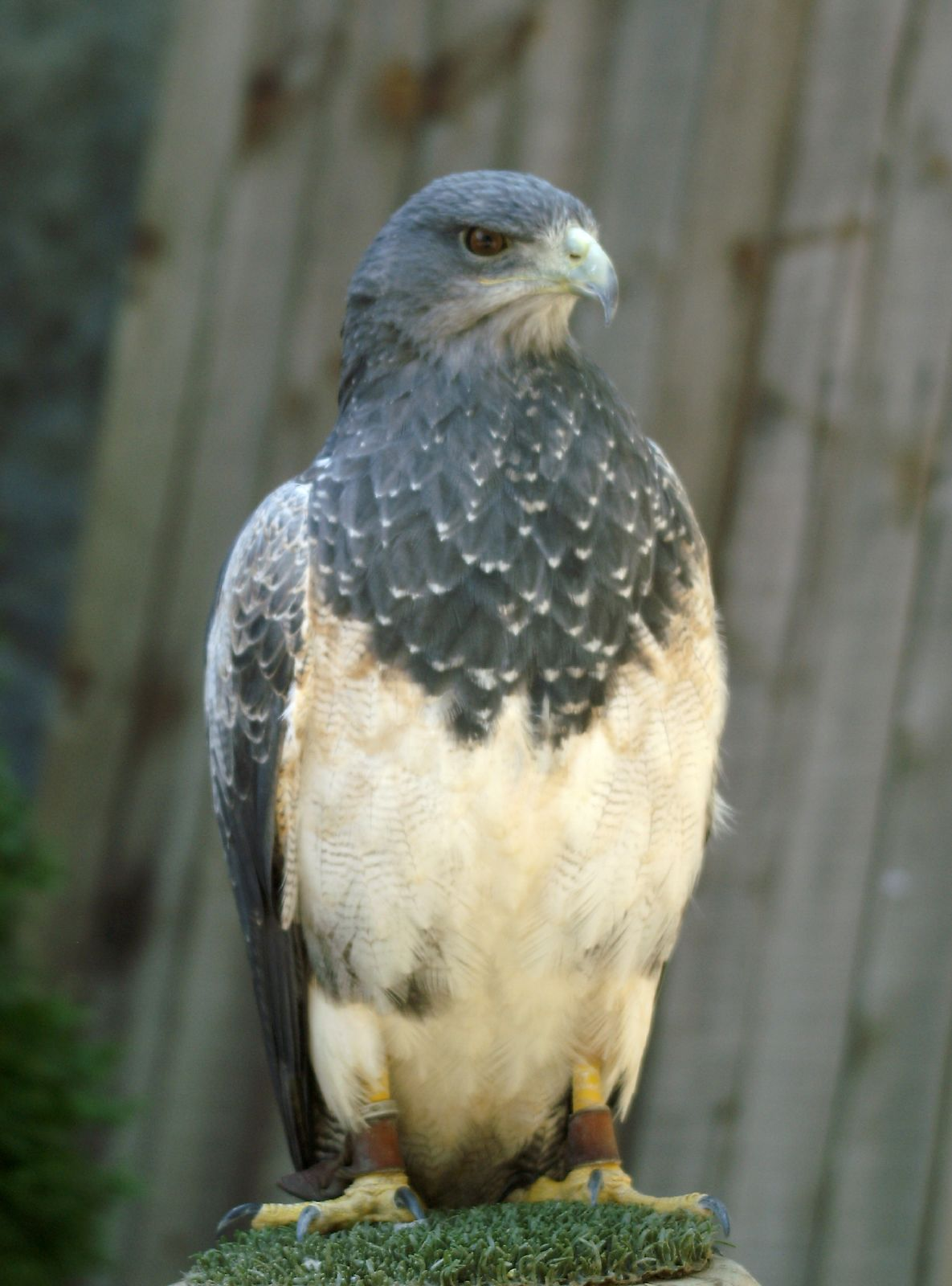
Geranoaetus melanoleucus melanoleucus.

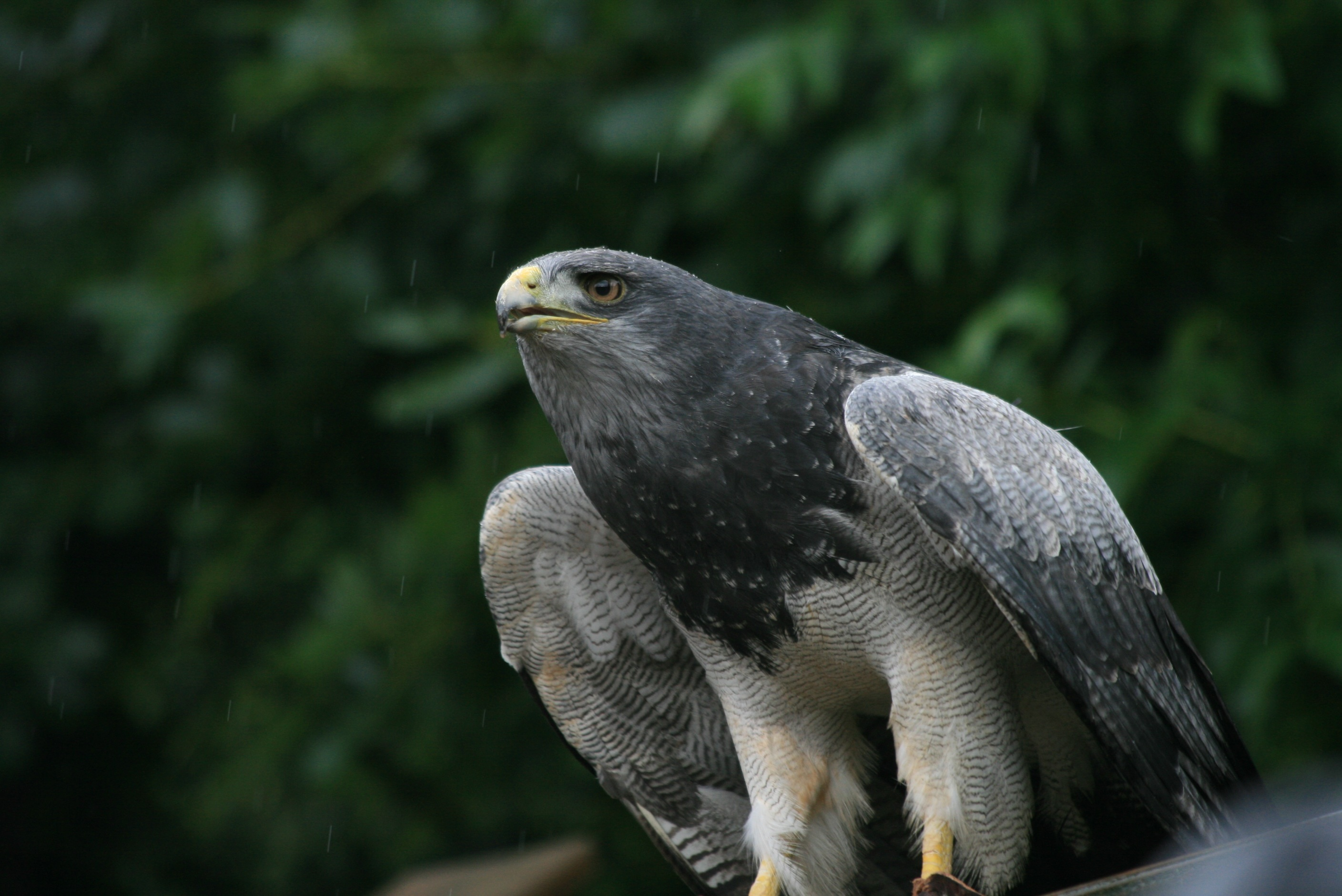
Geranoaetus melanoleucus australis.

Se reconocen dos subespecies de Geranoaetus melanoleucus:
- Geranoaetus melanoleucus melanoleucos, a través del sudeste de Sudamérica, desde el sur de Brasil al noreste de Argentina, con las partes inferiores completamente blancas.
- Geranoaetus melanoleucus australis, en Colombia al noroeste de Venezuela, y hacia el sur por los Andes hasta Tierra del Fuego, muestra franjas grises surcando su abdomen.

## Distribución
El Águila mora se encuentra en Argentina, Bolivia, Brasil, Chile, Colombia, Ecuador, Paraguay, Perú, Uruguay y Venezuela.
Se distribuye entre los 1600 a 3500 metros, aunque puede ascender hasta los 4600 metros, a lo largo de los Andes desde Venezuela hasta la Tierra de Fuego. 
Se encuentra en hábitats montañosos, en bosques abiertos, estepas arbustivas, pastizales, matorrales y laderas rocosas.

## Avistamientos
En el valle de La Paz , en Bolivia es muy común y fue observado principalmente en zonas periurbanas, cerca de pastizales y en quebradas con vegetación nativa; en Mallasa, Jupapina, Muela del Diablo, Santiago de Collana, Cebollullo y La Cumbre, también se ha visto en la zona pre cordillerana de Los Andes chilenos e inclusive en el centro de Santiago de Chile.